# Swim Girl, Swim
Swim Girl, Swim é um filme americano lançado em 1927.